# Attaque d'Intagamey
Guerre du Sahel
Batailles
- Tlemss
- 1re Tilwa
- Tabankort
- Ouraren
- Adrar Bouss
- Agadez et Arlit
- Tchibarakaten
- Mangaïzé
- Tazalit
- 1re Bani Bangou
- 2e Tilwa
- Wanzarbé
- Abala
- Midal
- 1re Tongo Tongo
- 1re Ayorou
- 2e Tongo-Tongo
- Baley Beri
- 1re Inates
- 2e Inates
- Sanam
- Chinégodar
- 2e Ayorou
- 2e Bani Bangou
- Taroun
- Torodi
- Adabda
- Intagamey
- Koutougou
- Tabatol
- Takanamat
- Teguey
- Chatoumane

L'attaque d'Intagamey a lieu le 10 février 2023, pendant la guerre du Sahel.

## Déroulement
Le 10 février 2023, un détachement nigérien de l'opération Almahaou tombe dans une embuscade alors qu'il effectuait une patrouille au nord-ouest de Bani-Bangou (en).  
Selon l'armée nigérienne, une riposte est rapidement mise en place avec des moyens aériens et les assaillants se replient vers le nord, au Mali.

## Pertes
Le 17 février, le ministère nigérien de la Défense annonce un bilan de 17 soldats tués, 13 blessés et 12 disparus. Cinq véhicules ont été détruits et « calcinés », un autre a été emporté par les assaillants.
Les pertes des djihadistes ne sont pas communiquées. Selon le ministère, « plusieurs corps » ont été emportés par les assaillants.